# Daniel da Mota
Daniel da Mota Alves, född 11 september 1985 i Ettelbruck, är en luxemburgsk fotbollsspelare som spelar för Etzella Ettelbruck. Han har vunnit den luxemburgiska ligan sex gånger och vann dessutom skytteligan 2007. För Luxemburgs landslag har han gjort 100 landskamper.

## Brottsanklagelser
Under 2018 anklagades da Mota för Abus de faiblesse. Enligt anklagelserna skulle da Mota ha manipulerat en person i åttioårsåldern till att anförtro honom en större summa pengar. Han satt häktad två veckor 2019 i väntan på rättegång. Så småningom dömdes da Mota till två års fängelse då det fastställts att han över fyra tillfällen sammanlagt överfört ca 150 000 euro från seniorens bankkonto till sitt eget. Den utnyttjade personen var dement.

## Meriter

### Klubblag
F91 Dudelange
- Luxemburgsk mästare: 2009, 2011, 2012, 2014, 2016, 2017
- Luxemburgsk cupvinnare: 2009, 2012, 2016, 2017
- Luxemburgsk ligacupvinnare: 2016

 Racing FC
- Luxemburgsk cupvinnare: 2018

### Individuellt
- Årets fotbollsspelare i Luxemburg: 2011
- Skyttekung i Luxemburgs högstadivision: 2007